# Синявська Катерина Антонівна
Синявська Катерина Антонівна — радянський, український кінооператор.
Народ. 12 жовтня 1911 р. в Катеринославі. Працювала на Іркутській студії кінохроніки (1934—1938), Українській студії кінохроніки (1939—1940), «Київтехфільмі» (1941—1956), «Київнаукфільмі» (1957—1970).
Здійснила технічну мультиплікацію у фільмах: «Технологія добування вугілля» (1954), «По слідах невидимих ворогів» (1955), «Електровоз» (1956), «Фізіологія цукрового буряка» (1957), «Електронний консиліум» (1959), «Вогні України» (1960), «Телебачення», «Вони повинні чути» (1961), «Ультразвук» (1962), «Око і зір» (1963), «Ферменти» (1964), «Рахувально-вичислювальні машини» (1966), «Електронні цифрові машини» (1967), «Корозія металів» (1967), «Виробництво віскозного волокна».
Була членом Спілки кінематографістів України.
Померла 23 червня 1975 р. 